# Borsalino (film)

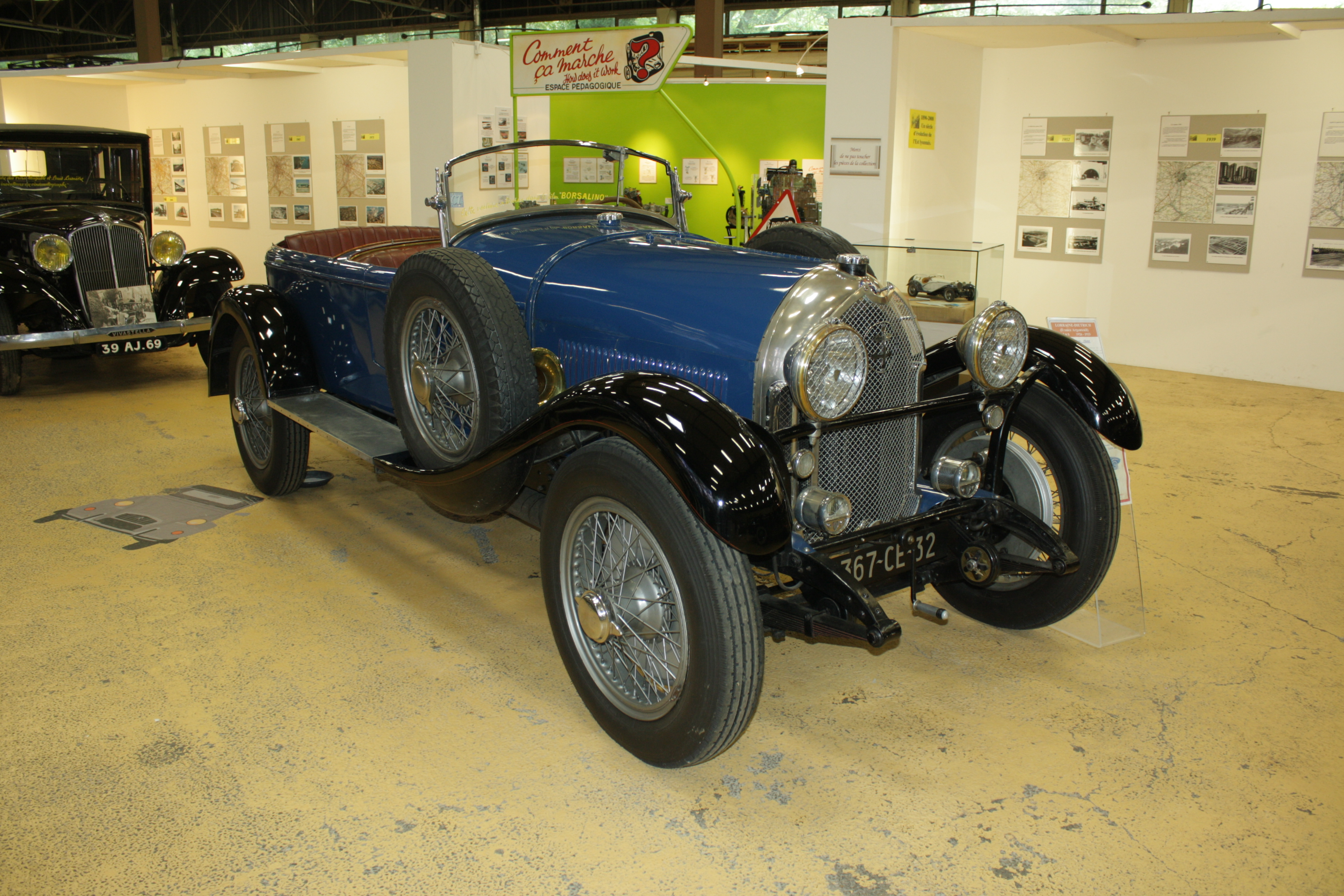
De Lorraine Dietrich B3 6S die gebruikt is op de affiches van Borsalino

Borsalino is een film uit 1970 van regisseur Jacques Deray. De hoofdpersonages worden vertolkt door Jean-Paul Belmondo en Alain Delon. De film werd genomineerd voor een Golden Globe. Borsalino is gebaseerd op het boek Bandits à Marseille (Nederlands: Bandieten in Marseille) van auteur Eugène Saccomano.

## Inhoud
De film speelt zich af in het Marseille van de jaren dertig. François Capella en Roch Siffredi gaan zwaar op de vuist. De twee criminelen maken ruzie om een vrouw maar besluiten uiteindelijk om samen te werken. Ze beginnen bij het gokken op gemanipuleerde paardenraces en werken in dienst van de plaatselijke maffiabazen. Wanneer ze uiteindelijk besluiten om alleen verder te gaan, wordt hun aanpak steeds gevaarlijker.

## Rolverdeling
- Jean-Paul Belmondo – François Capella
- Alain Delon – Roch Siffredi
- Arnoldo Foà – Marello
- Catherine Rouvel – Lola
- Françoise Christophe – Simone Escarguel
- Corinne Marchand – Mme Rinaldi
- Laura Adani – Mme Siffredi, la mère de Roch
- Nicole Calfan – Ginette
- Hélène Rémy – Lydia
- Odette Piquet – La chanteuse
- Mario David – Mario
- Lionel Vitrant – Fernand
- Dennis Berry – Nono
- Jean Aron – Martial Roger, le compatible
- André Bollet – Poli
- Pierre Koulak – Spada

## Golden Globe-nominatie
- 1971 - Best Foreign-Language Foreign Film (Frankrijk/Italië)

## Trivia
- De film is gebaseerd op de Franse gangsters Paul Carbone en François Spirito.
- Borsalino was een succesvolle film en had dat vooral te danken aan zijn hoofdrolspelers. Jean-Paul Belmondo spande een rechtszaak aan tegen Alain Delon omdat diens naam tweemaal voorkwam op de affiches van de film. Delon was zowel acteur als producer van Borsalino en stond daarom tweemaal op de affiches. Belmondo won het proces en de pers maakte gretig gebruik van de ruzie tussen de sterren om de film te promoten.
- Wegens problemen met de rechten van de film was Borsalino niet verkrijgbaar op VHS of dvd. Inmiddels is hij wel weer, geremasterd en voorzien van extra's, verkrijgbaar in Frankrijk.
- De titel van de film is gebaseerd op de hoeden die in de film gedragen worden van het merk  Borsalino.